# Old Malden
Old Malden – dzielnica Londynu, leżąca w gminie Kingston upon Thames. W 2011 dzielnica liczyła 9431 mieszkańców.